# Domingo Colón
Domingo Colón, nombre en italiano Domenico Colombo (República de Génova, 1418 – 1496) fue un artesano y comerciante genovés, progenitor junto a Susanna Fontanarossa de, entre otros, Cristóbal Colón, descubridor de  América.

## Biografía
Domingo Colón o Domenico Colombo nació en el año 1418 en alguna parte de la entonces República de Génova. Tuvo tres hermanos, Francesco, Santiago y Bertino.
Su padre, Giovanni Colombo, le puso de aprendiz con el telar a los once años. Domingo, un maestro de la tercera generación de su arte en Génova, fue también un tendero. Su posición era segura y respetable en la parte baja de la clase media, pero no tenía una firme ética de trabajo. Fue un hombre que ayudaba incansablemente a los pobres.
En el bullicioso espíritu emprendedor de Génova, trabajó como fabricante de queso, en tabernas, y como distribuidor de lana y vino. Cuando se encontró en dificultades financieras, Cristóbal le ayudó económicamente. Sus dos hijos mayores se dedicaron a la navegación.
Vivió para ver a Cristóbal protagonizar el descubrimiento de América y falleció en 1496.

## Matrimonio y descendencia
Domingo Colón probablemente se habría casado con Susanna Fontanarossa, y fruto de dicho enlace el primogénito fue Cristóbal Colón en 1451. Más tarde llegaron Juan, Bartolomé Colón, y el menor, Santiago Colón.

## Presunto homenaje
Se especula que la ciudad de Santo Domingo, capital de la República Dominicana en las Antillas Mayores de la región del Caribe, fue nombrada como tal en honor de Domingo, padre de Cristóbal Colón, aunque la teoría nunca ha sido confirmada.